# フジキマコト
フジキ マコト（1973年12月8日 - ）は、日本の俳優。エビス大黒舎所属。鳥取県出身。身長173cm、体重62kg。

## 出演

### 映画
- 美人乳母　袂の奥の…白い肌（2005年2月4日、坂本太監督） - 谷村健作役
- タナカヒロシのすべて（2005年5月14日、田中誠監督） - 警官役
- 姑獲鳥の夏（2005年7月16日、実相寺昭雄監督） - 警官役
- 恥母の御不浄　それを我慢できない（2005年9月9日、坂本太監督） - 松井孝史役
- リアルメン・スタンド!（2006年7月1日、戸梶圭太監督） - 中国人役
- 監督・ばんざい!（2007年6月2日、北野武監督） - 忍者役
- 魍魎の匣（2007年12月22日、原田眞人監督） - 新聞配達員の男役[1]

### テレビ
- 水曜ドラマの花束『家へおいでよ』第6話（1996年、NHK） - ラーメン店員役
- 月曜ドラマスペシャル『冠婚葬祭殺人事件』（1997年8月25日、TBS）
- はみだし刑事情熱系　第7話（1999年11月17日、テレビ朝日） - 殺人犯役
- HeartBeat　第10話（2000年、テレビ東京） - カバンに入る男役
- 新・愛の嵐　第22・23話（2002年、東海テレビ制作・フジテレビ系列） - 石島役
- 土曜ワイド劇場『ハラハラ刑事』第1作（2004年9月18日、テレビ朝日） - 倉田滉一役
- アンナさんのおまめ　第2話（2006年10月20日、テレビ朝日） - 患者役
- かりゆし先生ちばる!　第9・11・12週（2009年8月24日-8月28日・9月7日-9月11日・9月14日-9月18日、テレビ東京） - 藤原役

### 舞台
- 見果てぬ夢（2003年、Produce1公演）
- CAUREGE OF THE WIND（2004年、Produce1公演）
- これっきり（2005年、密着!一本勝負!公演）
- とは言ってみたものの（2006年、密着!一本勝負!公演）
- イブデパ!（2006年、ケロケロ団公演）
- コント遊園地(誘艶恥)始めました（2012年4月20日-4月22日、劇団もより駅は轟です公演）[2]
- テロッテロッなアソコ（2015年3月8日、ジュリコ666公演）[3]
- ハクジツのモト（2015年12月5日-12月6日、Q商会公演）[4]
- アバレジェ-urban legend-（2016年4月9日-4月10日、Q商会公演）[5]
- スリー・ハンドレッド・ミリオン（2016年8月19日-8月21日、Q商会公演）[6]
- ギャンブルウ（2016年12月2日-12月4日、Q商会公演）[7]
- オソルべきジンタイ実験（2017年8月2日-8月6日、Q商会公演）[8][9]

### その他
- Vシネマ　湘南純愛組! - レギュラー・走真役
- VP　みずほインベスターズ証券